# Angelika, die Genueserin, und Cosmus, der Seilspringer

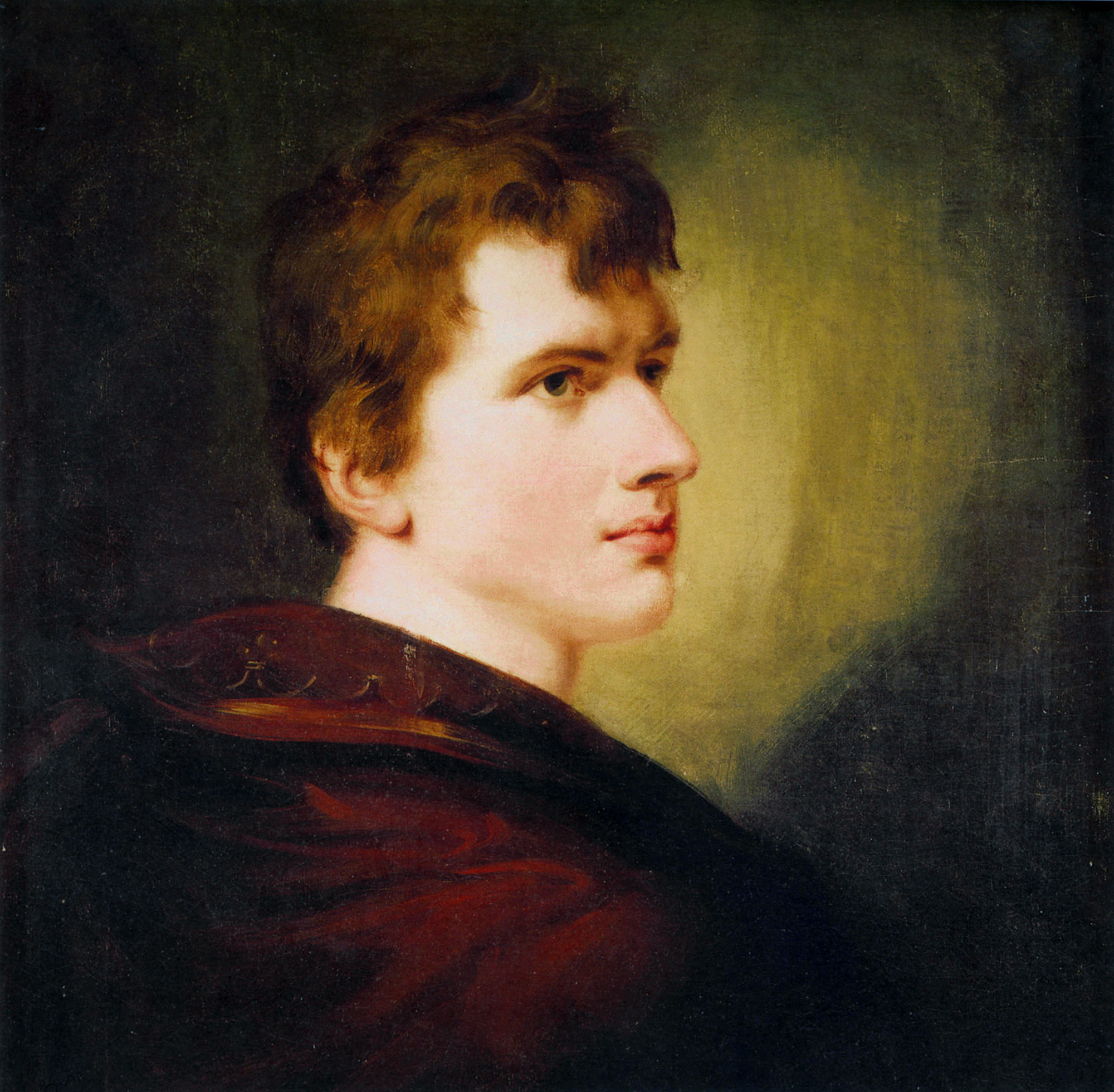
Achim von Arnim
(1781–1831)

Angelika, die Genueserin, und Cosmus, der Seilspringer ist eine Novelle von Achim von Arnim, die innerhalb der so genannten Novellensammlung von 1812 in der Realschulbuchhandlung Berlin erschien.

## Inhalt
Zweite Hälfte des 18. Jahrhunderts: Nach dem Tode ihres ungeliebten Gatten bereist die Gräfin Angelika aus Genua zusammen mit der schönen jungen Nichte Marianina Deutschland. Die Italienerin sucht ihren unehelichen Sohn Cosmus und findet den geliebten Jungen in Heidelberg, wie er dem halsbrecherischen Beruf eines Seilspringers im Gefolge des gewissenlosen Herrn Hitzler nachgeht. Zwar gibt sich Angelika dem Sohn nicht zu erkennen, doch Cosmus ahnt, wen er vor sich hat: Jene verehrte, geliebte Mutter, die er jahrelang – kreuz und quer durch Europa ziehend – sehnsüchtig ohne Erfolg gesucht hatte.
In einem Brief erzählt Cosmus der Mutter aus seinem Leben. Er wächst in Bayern an der Grenze zu Tirol im Hause des Försters Rost auf. Als Siebenjähriger erfährt der Junge vom Förster, der Vater – Cosmus nennt ihn Friedrich – sei in Italien einem Raubmord zum Opfer gefallen. Als Fünfzehnjähriger begegnet Cosmus als Chorschüler in Regensburg und Passau der edlen Gräfin Filomena, die ihm wohl will. Ihr Gatte, der verhasste italienische Graf, stellt der dortigen Gesellschaft Cosmus als ausgezeichneten jungen Sänger vor. Auf der darauf folgenden jahrelangen Suche nach der Mutter verschlägt es den inzwischen Einundzwanzigjährigen bis nach Algier.
Nach der Lektüre obigen Briefes gibt sich die Mutter dem Sohn immer noch nicht zu erkennen. Vielmehr erzählt sie Cosmus ihre Geschichte, in der sie sich als seine Tante ausgibt und über ihre angebliche Schwester berichtet. Cosmus ist der Sohn Winckelmanns. Der Ästhet war zu Lebzeiten der Lehrmeister von Angelikas Vater, des Marchese Solar. Der Marchese verlobte die Tochter mit dem reichen Grafen Filomena. Der Förster Rost, bei dem Winckelmann seine Kunstsammlung deponiert hatte, führte den oben genannten Mord im Auftrage des tückischen Grafen aus. Angelika lebte in freudloser Ehe mit Filomena. In Regensburg und Passau dann hatte Filomena vergeblich versucht, den „Bankert“ Cosmus umbringen zu lassen. Angelika hält ihre Lügenmär von der Tante nicht länger durch und gesteht: „Ja, mein lieber Sohn, ich bin's, deine Mutter.“ Cosmus lässt die Mutter in Heidelberg zurück und führt unter jenem Hitzler ein Räuberleben im Odenwald. Der unselige Bösewicht Förster Rost alias Herr Hitzler wird für seine Verbrechen vom Heidelberger Oberrichter mit dem Tode bestraft. Cosmus, auch durch Angelikas tatkräftigen Beistand amtlich für unschuldig erklärt, triumphiert. Der ehemalige Seilspringer und die junge Marianina werden ein Paar.

## Zitat
- „Die Freuden sind so wahr, und nur die Sorgen lügen.“[4]

## Rezeption
- Kratzsch[5] bemängelt das Abgleiten des Erzählers in das Genre Räuberroman gegen Ende des Textes.
- Arnim verarbeite Autobiographisches: Moering[6] spricht die Selbstverspottung des Autors als Seiltänzer an.
- Dorothea Nolde: „Geschichten aus dem Vorfeld einer 'Zeit der Frauen': Achim von Arnims Novellenzyklus von 1812“. S. 47ff. GRIN Verlag, November 2007, ISBN 3-638-86107-4

### Zitierte Textausgabe
- Achim von Arnim: Angelika, die Genueserin, und Cosmus, der Seilspringer. Eine Novelle. S. 211–268 in Konrad Kratzsch (Hrsg.): Achim von Arnim: Erzählungen. 635 Seiten. Aufbau-Verlag Berlin und Weimar 1968 (1. Aufl.)